# Hugh Wilson
Hugh Wilson, właśc. Hugh Hamilton Wilson Jr. (ur. 21 sierpnia 1943 w Miami, zm. 14 stycznia 2018 w Charlottesville) – amerykański reżyser i scenarzysta filmowy. Zasłynął jako twórca kilku udanych i popularnych komedii. Był wykładowcą University of Virginia.

## Filmografia

### Reżyseria
- 1972: The Bagel Report
- 1984: Akademia Policyjna
- 1985: Ballada o koniokradzie
- 1987: Włamywaczka
- 1994: Strażnik pierwszej damy
- 1996: Zmowa pierwszych żon
- 1999: Atomowy amant
- 1999: Dudley Doskonały
- 2004: Mickey